# Rivière Bérard
Der Rivière Bérard ist ein etwa 107 km (einschl. Quellflüssen 130 km) langer Zufluss der Ungava Bay in der kanadischen Provinz Québec.

## Flusslauf
Der Rivière Bérard entspringt 90 km südlich von Tasiujaq in einem etwa 230 m hoch gelegenen namenlosen See im Norden der Labrador-Halbinsel. Er durchfließt die Tundralandschaft des Kanadischen Schildes in überwiegend nördlicher Richtung. Am Flusslauf liegen mehrere Seen: Lac Bassignac, Lac Jourdan, Lac Laumont, Lac Garigue, Lac Gourdon, Lac Dusay und Lac Bérard. Der Rivière Bérard passiert noch den am linken Flussufer gelegenen Flugplatz Tasiujaq sowie die Siedlung Tasiujaq, bevor er in die Baie Profonde mündet, eine Seitenbucht des Ästuars des Rivière aux Feuilles an der Südwestküste der Ungava Bay. Der Rivière Bérard entwässert ein Gebiet von 2479 km². Das Einzugsgebiet grenzt im Osten an das des Rivière Deharveng, im Süden an das des Rivière Koksoak sowie im Westen an das des Rivière aux Feuilles.

## Namensgebung
Der Rivière Bérard sowie der gleichnamige von dem Fluss durchflossene See wurden nach Jean Bérard benannt, ein Geologe, der Ende der 1950er Jahre in dem Gebiet arbeitete.